# Grzegorz Pawlak (aktor)
Grzegorz Pawlak (ur. 19 lutego 1961 w Kutnie) – polski aktor teatralny, dubbingowy oraz lektor.

## Życiorys
Absolwent Liceum im. Jana Henryka Dąbrowskiego w Kutnie, gdzie stworzył kabaret uczniowski Pingwinek.
Po ukończeniu w 1987 studiów na Wydziale Aktorskim PWST we Wrocławiu podjął pracę w Teatrze Dramatycznym im. Jana Kochanowskiego w Opolu. Prowadził audycje w Radiu Opole. W 1992 przeniósł się do Łodzi, gdzie związał się z Teatrem Powszechnym.
Oprócz aktorstwa i reżyserii teatralnej zajmuje się twórczością telewizyjną, głównie dubbingiem jako aktor głosowy i reżyser. Był także autorem programów telewizyjnych: Bez negatywu (Polonia 1) i To jest kino (ATV, Komedia) i współprowadził program Ale dziura w TVN Turbo. 12 listopada 2007 sparodiował wicepremiera Waldemara Pawlaka w kabarecie politycznym Rozmowy w tłoku, będącym częścią programu rozrywkowego Szymon Majewski Show.
Jest lektorem programów emitowanych m.in. na kanałach Telewizji Polsat (np. Idź na całość czy Dancing with the Stars. Taniec z gwiazdami). Od 2018 gra rolę aspiranta Nowackiego w serialu Leśniczówka.
W 2015 został odznaczony przez Ministra Kultury i Dziedzictwa Narodowego odznaką honorową „Zasłużony dla Kultury Polskiej”.

## Jako lektor lub narrator
- od 2004: lektor programowy Polsat

## Filmografia
- od 2018: Leśniczówka – podkomisarz Ryszard Nowacki
- 2006: Ale się kręci – Pilski, właściciel wytwórni filmowej
- 2003–2005: Sprawa na dziś – Wieloch, wicedyrektor szpitala
- 2000: Syzyfowe prace – oficer
- 1999: Pierwszy milion
- 1998–2000: Syzyfowe prace – oficer
- 1995: Szabla od komendanta – policjant (niewymieniony w czołówce)

### Gościnnie
- Komisarz Alex:
  - 2017 – ordynator (odc. 108)
  - 2012 – ordynator (odc. 15)
- M jak miłość:
  - 2015 – ordynator (odc. 1155, 1156)
  - 2003 – policjant, świadek na procesie Radomskiej
- 2004: Klan – Gangster, kolega Leszka Jakubowskiego

## Polski dubbing
- 2024: Transformers: Początek – Starscream
- 2021: Smerfy – Papa Smerf
- 2019: Pinokio – Gepetto
- 2019: Toy Story 4 – pan Szpikulec
- 2018: Aquaman – Nereus
- 2018: Krzysiu, gdzie jesteś? – Tygrys
- 2017: Smerfy: Poszukiwacze zaginionej wioski – Papa Smerf
- 2016: Łotr 1. Gwiezdne wojny – historie – Darth Vader
- 2016: Zwierzogród – Flash
- 2015: Pingwiny z Madagaskaru – Skipper
- 2014: Munio: Strażnik Księżyca – ojciec Glim
- 2014: Star Wars: Rebelianci – Darth Vader
- 2014: Niesamowity Spider-Man 2 – Aleksei Sytsevich
- 2014: Wujcio Dobra Rada – Wujcio Dobra Rada
- 2013: Jeźdźcy smoków – Albrecht Perfidny
- 2013: Sly Cooper: Złodzieje w czasie – Grizz
- 2013: Tomb Raider – Roth
- 2013: Might and Magic: Heroes VI – Cienie Mroku –
  - Masanori,
  - Duch Akashy,
  - Tangi
- 2012: Dino mama – Pan Santiago
- 2012: Diablo 3 – Barbarzyńca
- 2012: My Little Pony: Przyjaźń to magia – Discord – duch chaosu i dysharmonii (odc. 27-28, 62, 66-67, 76, 90-91, 98, 113, 134, 142, 143-144, 155)
- 2012: Halo 4 – Andrew Del Rio
- 2012: Madagaskar 3 – Skipper
- 2012: Risen 2: Dark Waters
- 2012: Arcania: Upadek Setarrif – Rauter
- 2012: Avatar - Legenda Korry – Tenzin
- 2011: Wiedźmin 2: Zabójcy królów –
  - Chorab,
  - Proximo,
  - Silgrat,
  - Falas
- 2011: Scooby Doo i Brygada Detektywów – profesor Perykles – przebiegła papuga
- 2011: Muppety – Dr Ząbek/Statler
- 2011: Kot w butach – Commandante
- 2011: Battlefield 3 – agent CIA Gordon
- 2011: Wróżkowie chrzestni: Dorośnij Timmy! – Burmistrz Mrokowa
- 2011: Happy Feet: Tupot małych stóp 2 – Nestor
- 2011: Mali agenci 4D: Wyścig z czasem –
  - Danger D’Amo,
  - Tik Tak,
  - Władca Czasu
- 2011: Przygody Tintina –
  - Ben Salaad,
  - Delcourt
- 2011: Smerfy – Śmiałek
- 2011: Heca w zoo – Lew Joe
- 2011: Kung Fu Panda 2 – Mistrz Grzmiący Nosorożec
- 2011: Kubuś i przyjaciele – Tygrys
- 2011: Zostać koszykarką
- 2011: Lemoniada Gada
- 2011: Krowy na wypasie – Ruth
- 2011: Gwiezdne wojny: Powrót Jedi – Darth Vader
- 2011: Gwiezdne wojny: Imperium kontratakuje – Darth Vader
- 2011: Gwiezdne wojny: Nowa nadzieja – Darth Vader
- 2011: My Little Pony: Przyjaźń to magia – Discord
- 2011: Rango – Roadkill
- 2011: Matki w mackach Marsa
- 2011: Lego: Fabryka bohaterów – Stormer
- 2011: Generator Rex – Bobo
- 2011: Killzone 3
- 2011: Crysis 2
- 2011: Sezon na misia 3 – Mcsquizzy
- 2011: Harry Potter i Insygnia Śmierci. Część II – Gryfek
- 2010: Zakochany wilczek – Tony
- 2010: Dwanaście okrążeń – Komentator
- 2010: Przyjaciel świętego Mikołaja – Święty Mikołaj
- 2010: Wróżkowie chrzestni: Trylogia życzeń –
  - Zdzich Siemacho,
  - Burmistrz
- 2010: Potwory kontra Obcy: Dynie-mutanty z kosmosu – B.O.B
- 2010: Legendy sowiego królestwa: Strażnicy Ga’Hoole – Ezylryb
- 2010: Harry Potter i Insygnia Śmierci. Część I – Stworek
- 2010: Kung Fu Panda: Sekrety Potężnej Piątki
- 2010: Madagwiazdka – Skipper
- 2010: Megamocny
- 2010: Zaplątani – Nochal
- 2010: Żółwik Sammy
- 2010: Toy Story 3 – pan Szpikulec
- 2010: Stuart Malutki – Tata
- 2010: Arcania: Gothic 4 – Orruk
- 2010: Niania i wielkie bum – Lord Gray
- 2010: Avengers: Potęga i moc – Thor Gromowładny
- 2010: Psy i koty: Odwet Kitty
- 2010: God of War: Duch Sparty
- 2010: Jimmy Timmy Mocna Godzina – tata Jimmy’ego
- 2010: Camp Rock 2: Wielki finał – Brown Cesario
- 2010: Battlefield: Bad Company 2 – James Aguire
- 2010: Jeż Jerzy – Profesor
- 2010: Miś Paddington
- 2010: Fanboy i Chum Chum – pan Mufflin
- 2010: Kick Strach się bać – Billy
- 2010: Niania i wielkie bum – Lord Gray
- 2010: Alicja w Krainie Czarów – Marcowy Zając
- 2010: Heavy Rain – Scott Shelby
- 2010: Mass Effect 2 – kapitan David Anderson
- 2009: Bionicle: Odrodzenie legendy – Mata Nui
- 2009: League of Legends – Głos ołtarza
- 2009: Fanboy i Chum Chum – pan Mufflin
- 2009: Dragon Age: Początek – Loghain
- 2009: Potwory kontra Obcy – B.O.B.
- 2009: Tajemnica Rajskiego Wzgórza
- 2009: Koralina i tajemnicze drzwi – Pan Bobinski
- 2008: Mass Effect – Kapitan David Anderson
- 2008: Batman: Odważni i bezwzględni – Deadman
- 2008: Pingwiny z Madagaskaru – Skipper
- 2008: Niezwykłe przypadki Flapjacka
- 2008: Straspeed Szalony świat – Zagubiony Orzeł
- 2008: Danny Phantom – Jack Fenton
- 2008: Potwory i piraci – Bosman Kryl
- 2008: Sezon na misia 2 – McSquizzy
- 2008: Madagaskar 2 – Skipper
- 2008: Camp Rock – Brown Cesario
- 2008: Małpy w kosmosie – Tytan
- 2008: Uderzenie Piłka na Wyspie Wielkanocnej – Grzmot
- 2008: Kroniki Spiderwick – Hogsqueal
- 2008: Asterix na olimpiadzie – Trener
- 2007: Klub Winx – tajemnica zaginionego królestwa – Hagen
- 2007: Lissi na lodzie – Szwagier
- 2007: Koń wodny: Legenda głębin
- 2007: Don Chichot
- 2007: Wiedźmin –
  - Krasnoludzki Bankier Vivaldi,
  - Fat Red,
  - Dziadek,
  - Komtur Zakonu,
  - Wielebny,
  - Vincent Meis / Wilkołak
- 2007: Niezwyciężony Iron Man
- 2007: High School Musical 2 – pan Fulton
- 2007: Moi przyjaciele – Tygrys i Kubuś – Tygrys
- 2007: Na fali – Big Z
- 2006: Gothic III
- 2006: Zawiadowca Ernie – Bakerloo
- 2006: Wyspa dinozaura – Cienki
- 2006: Ostateczni mściciele
- 2006: Brzydkie kaczątko i ja – Ernie
- 2006: I ty możesz zostać bohaterem – Lefty
- 2007: Rodzinka Robinsonów –
  - Trener,
  - Reporter #1
- 2006: Heroes of Might and Magic V – Alaron
- 2006: Lampy Podłogowe i tajemnicza wyspa – Spiker
- 2006: Po rozum do mrówek – Szef os
- 2006: Dżungla – Lew Sebastian
- 2006: Asterix i wikingowie – wódz Paragraf
- 2006: Bambi 2 – Książę
- 2006: Happy Feet: Tupot małych stóp – Nestor
- 2006: Skok przez płot – Lou
- 2006: Mój brat niedźwiedź 2 – Bering
- 2006: Wpuszczony w kanał – Ojciec
- 2006: Sezon na misia – Wiewiórka Mc Squizzy
- 2005–2006: Maggie Brzęczymucha – Główny Pestrip
- 2005: Kubuś i pogromcy goblunów – Tygrysek
- 2005: Czerwony Kapturek – prawdziwa historia – Sierżant Gryźli
- 2005: Madagaskar – Skipper
- 2005: Charlie i fabryka czekolady – Dr Wilbur Wonka
- 2005: Wspaniałe pustkowie. Spacer po Księżycu 3D
- 2005: Pingwiny z Madagaskaru: Misja świąteczna – Skipper
- 2005: Tarzan 2: Początek legendy – Uto
- 2005: Kurczak Mały – Trener
- 2005: Słodkie, słodkie czary – Duke
- 2004–2008: Batman –
  - Doktor Langstrom,
  - Bert (odc. 8),
  - Mugsy (odc. 9, 29),
  - Rojas,
  - Krank (odc. 32),
  - Juan (odc. 38),
  - Vertigo,
  - Mistrz Luster
- 2004: Dziadek do orzechów – Mogiel
- 2004: Rekiny 3D. Bliskie Spotkanie z Ginącymi Władcami Oceanów – narrator
- 2004: Pinokio, przygoda w przyszłości – Stefan
- 2003: Wiedźma Chrzestna – Ropucha
- 2003–2005: Młodzi Tytani – Krwiak
- 2002–2006: Jimmy Neutron: mały geniusz – tata Jimmy’ego
- 2002: Wyspa skarbów
- 2002: Smocze wzgórze – kucharz #1
- 2002: Cmentarz Orląt – lektor
- 2002: Zorro – Zorro
- 2002: 20 000 mil podmorskiej żeglugi
- 2001: Pokémon 3: Zaklęcie Unown – Profesor Oak
- 2001: Abrafax i piraci z Karaibów – Shanty
- 2001–2004: Bliźniaki Cramp – Tońcio, Agent X (II i III seria)
- 2001: Oficjalne zasady piłki nożnej
- 1997: Zemsta w Odrzykoniu
- 1997: Kocia wielkanoc
- 1997–2002: Pokémon –
  - Profesor Samuel Oak (odc. 1-197),
  - Flint (odc. 5),
  - porucznik Surge (odc. 14),
  - dżentelmen (odc. 15),
  - ojciec Sabriny (odc. 22, 24),
  - bogacz (odc. 27),
  - Anthony (odc. 29),
  - Earl Dervish (odc. 130),
  - Bugsy (odc. 144),
  - Sprzedawca Magikarpi (odc. 146),
  - komentator (odc. 147),
  - Milton (odc. 159),
  - prowadzący (odc. 161),
  - Shonosuke (odc. 194),
  - Jack Pollockson (odc. 197)
- 1997–2000: Za siedmioma duchami
- 1992–1994: W imię Jezusa
- 1992: Joshua Jones – narracja, wszystkie postacie (wydanie VHS i DVD)
- 1969–2006: Wilk i Zając – Wilk

### Reżyser dubbingu
- 2011: Matki w mackach Marsa
- 2010: Toy Story 3
- 2010: Kick Strach się bać
- 2010: Johnny Tsunami
- 2008: Piorun
- 2005: Willy Fog – 20.000 mil podmorskiej żeglugi
- 2004: Karolek i przyjaciele
- 2004: Roboty
- 2003: Wiedźma Chrzestna
- 2003: W 80 dni dookoła Ziemi
- 2003: Wehikuł czasu
- 2002: 20 000 mil podmorskiej żeglugi
- 2002: Zorro
- 2002: Wyspa skarbów
- 2002: Król Dawid
- 2002: Odlotowe małe agentki
- 2002: Inspektor Gadżet – Ostatnie zadanie
- 2002: Madeline
- 2001: Dzikie rekordy
- 2001: Oficjalne zasady piłki nożnej
- 2000: Księżniczka Fantagiro
- 1999: Piraci z Karaibów: Tajemnica czarnej róży
- 1999–2001: Sabrina – nastoletnia czarownica
- 1998–2000: I pies, i wydra
- 1998: Nietykalni kontra Al Kicione
- 1996: Sonic – Świąteczna przygoda
- 1995: Willy Fog – Wyprawa do wnętrza Ziemi
- 1995: Willy Fog – W 80 dni dookoła Świata
- 1995: Świąteczny Rock & Roll / W rytmie Rock and Rolla
- 1994: Tajemniczy ogród
- 1993: Pieski w Hollywood / Pieski z Hollywood
- 1992–1994: W imię Jezusa